# Anacardium
Anacardium es un género de plantas de flor en la familia Anacardiaceae, nativa de las regiones tropicales de América.

## Localización
Estas especies se encuentran en la América tropical, desde México Zona costera de Chiapas, México y las Indias Occidentales hasta Brasil y Perú.

## Descripción
Árboles casi siempre de pequeño porte o arbustos siempreverdes, de copa extendida, los árboles pueden alcanzar 6-10 m de altura en cultivo, aunque existen algunas variedades o especies de gran tamaño, como el anacardium excelsum (Mijao) o el anacardium giganteum, que pueden llegar a alcanzar 45 m de altura o más. 
Hojas simples, alternas, obovadas, de hasta 20 x 15 cm, glabras, con el ápice redondeado, cortamente pecioladas. 
Inflorescencias en panículas terminales de numerosas flores, de 10 a 20 cm de largo, masculinas o femeninas, el cáliz con 5 sépalos, la corola con 5 pétalos lanceolados alargados, de 7 a 8 mm de largo, verdosos con una franja rojiza. Androceo con 10 estambres. 

## Propiedades
El fruto es comestible en A. occidentale y consta de una parte carnosa (pseudofruto), de sabor ácido y astringente, rica en vitamina C, y la parte apreciada en A. occidentale y por lo que se cultiva, la llamada nuez o anacardo, fruto seco situado en el extremo de la parte carnosa y rico en proteínas y grasas.

## Taxonomía
El género fue descrito por (Herb.) G.Nicholson y publicado en Species Plantarum 1: 383. 1753. La especie tipo es: Anacardium occidentale
Etimología
Anacardium: nombre genérico que deriva de la palabra procedente del griego kardia = corazón, por la forma de su fruto.

## Algunas de las especies
Incluidos algunos sinónimos (ver también Semecarpus).
| - Anacardium amapaense - Anacardium amilcarianum - Anacardium brasiliense - Anacardium caracolii - Anacardium cassuvium - Anacardium corymbosum - Anacardium cuneifolium - Anacardium curatellaefolium - Anacardium dubium - Anacardium encardium - Anacardium excelsum - Anacardium fruticosum - Anacardium giganteum | - Anacardium humile - Anacardium kuhlmannianum - Anacardium latifolium - Anacardium longifolium - Anacardium mediterraneum - Anacardium microcarpum - Anacardium microsepalum - Anacardium nanum - Anacardium negrense - Anacardium occidentale - Anacardium officinale - Anacardium officinarum - Anacardium orientale | - Anacardium othonianum - Anacardium parvifolium - Anacardium pumila - Anacardium pumilum - Anacardium rhinocarpus - Anacardium rondonianum - Anacardium solitarium - Anacardium spruceanum - Anacardium subcordatum - Anacardium subterraneum - Anacardium sylvestre - Anacardium tenuifolium - Semecarpus anacardium |